# Gunnar Laurell (företagsledare)
Gunnar Christoffer G:son Laurell, född 20 augusti 1908 i Djursholm, död 25 mars 1993, var en svensk väg- och vattenbyggnadsingenjör och företagsledare. 
Laurell, som var son till ingenjör Gustaf Laurell och Märta Geijer, avlade studentexamen vid Norra Latin i Stockholm 1927, var officersaspirant 1927–1928 och utexaminerades från Kungliga Tekniska högskolan 1933. Han var konstruktör vid Svenska AB Christiani & Nielsen i Stockholm 1933–1935, extra byråingenjör vid Malmö stads byggnadskontor 1935–1938, byggnadsingenjör vid Slite Cement & Kalk AB 1938–1942, blev disponent vid Skånska Cement AB:s Limhamnsavdelning 1942, teknisk direktör 1969 och var produktionsdirektör där 1972–1973. Han invaldes som ledamot av kyrkofullmäktige i Malmö 1958.